# Der Vagabund (Operette)
Der Vagabund ist eine Operette in drei Akten von Carl Zeller, die am 30. Oktober 1886 in Wien uraufgeführt wurde.

## Handlung

### Ort und Zeit
Die Operette spielt zu Beginn des 19. Jahrhunderts in Georgien zur Zeit der russischen Besatzung, im dritten Akt in Moskau.

### 1. Akt
Der erste Akt spielt in Tiflis im Jahr 1812. Unfreiwillig gerät der Vagabund Ossip in die Rolle des Anführers einer Revolution durch die Georgier. Er verbündet sich mit dem Vagabunden Alexis und verliebt sich in Marizza, die Nichte des Polizeimeisters von Tiflis, Iwan „dem Schrecklichen“, Ossip und Alexis belauschen ein Gespräch zwischen dem Polizeimeister und dem General Gregor Gregorowitsch, in dem die beiden planen, die schöne Marizza dem sie begehrenden Großfürsten zuzuführen. Als Gregor und die Gräfin Prascovia das Mädchen wegbringen wollen, befreien Ossip und Alexis sie mit Hilfe des aufrührerische Volkes, werden aber von Iwan und seinen Kosaken gefangen genommen.

### 2. Akt
Während Ossip zunächst in Freiheit bleibt, wird Alexis zu 20 Jahren Straflager in Sibirien verurteilt. Durch ein Erinnerungsstück glaubt Iwan jedoch in Alexis einen leiblichen Sohn aus seiner Jugendliebe mit der Zigeunerin Thamar vor sich zu haben und ändert sein Urteil, so dass nun Alexis frei und Ossip für 20 Jahre nach Sibirien kommen soll. Als die Wahrsagerin Dyrsa den Ossip unter der Bedingung, dass er sie heirate, befreien will, lehnt dieser ab. Nun behauptet die Gräfin Prascovia aufgrund eines weiteren Erinnerungsstückes den Ossip als ihren verlorenen Sohn zu erkennen, was wiederum die Vaterschaft Iwans in Frage stellt. Unter der Bedingung einer Eheschließung engagiert daraufhin Gregor Ossip bis Dyrsa erklärt, dass Alexis die Erinnerungsstücke gestohlen habe und Ossip ein Betrüger sei, worauf beide vom Volk verjagt werden.

### 3. Akt
Der letzte Akt spielt in einem Landhaus in Moskau, wo Iwan und Gregor weiter versuchen, Marizza zum Großfürsten bringen. Die beiden Vagabunden weisen Dyrsa weitere, glaubwürdigere, Erinnerungsstücke vor. Als Dyrsa die Stücke der Gräfin und dem Großfürsten überbringt, stellt sich anhand eines Wappens in einer Windel heraus, dass Ossip der Sohn der Gräfin und Alexis der Sohn des Großfürsten ist. Des Weiteren kommt heraus, dass Gregor nur aufgrund eines Schreibfehlers vom Leutnant zum General befördert worden war. Dadurch kann nun Alexis General werden, Ossip heiratet aus Dankbarkeit die Dyrsa und der Großfürst verzichte zugunsten seines Sohnes auf eine Heirat mit Marizza.

### Musiknummern
Praeludium (Orchester)

#### 1. Akt
- Introduktion
  - Dadian und Chor: Leise kommt nur Leute
  - Ossip und Chor: Durch die Welt zieh' ich gesund
  - Aang, Ossip und Chor: Ich nehm', ich nehm'!
- Die Lesghinka der Marizza, Dyrsa und Frauenchor
  - Kennt ihr diese Melodie?
  - Auf, Lesghinka klinge, klinge
- Serenade von Alexis, Marizza und Dyrsa: Mit verliebten Tönen komm' ich jede Nacht
- Septett von Marizza, Dyrsa, Prascovia, Alexis, Ossip, Gregor und Iwan: Petersburg! Petersburg!
- Marsch-Duo des Gregor und Iwan: Ich wär' als Compagnon für Euch zu brauchen schon
- Vagabunden-Chor und Ensemble
  - Chor: Klipp, klapp. Wir ziehen auf die Bettelwacht
  - Dyrsa, Alexis, Ossip und Chor: Niemand störe, Alles höre still und leise
- Finale
  - Alexis, Ossip, Gregor und Chor: Da ist der Wein, nun schenkt ein, der Sieg, er soll gefeiert sein.
  - Alexis, Ossip, Gregor und Chor: Lasst uns hoch die Becher heben und die schönen Frauen leben
  - Ossip: Ach, man muss sich nicht genieren
  - Alexis und Marizza: Deine Rosenwangen wecken mein Verlangen
  - Alexis, Marizza, Ensemble und Chor: Und müsst' ich auch scheiden auf immer von dir[3]

Intermezzo (Orchester)

#### 2. Akt
- Introduktion
  - Dyrsa, Alexis und Ossip: Herein! Na wart Cujon, nur her!
  - Couplet der Dyrsa: Der Russe, ja der wahre
  - Abgang, Chor: Der Russe nimmt die Flasche Wutky aus der Tasche
- Quartett von Dyrsa, Ossip, Gregor und Iwan:
  - Ich hab' gelesen von einem Onkel was kapiert?
  - Kartenlesen ist gewesen hohe Kunst immerdar
- Couplets des Iwan: Noch Lieutenant vor wenigen Wochen
- Duett von Alexis und Marizza: Man sagt, dass dich ein Prinz erblickt
- Duett von Dyrsa und Ossip:
  - Ich gesteh' in der Tat
  - So wie die Rose zart
- Finale
  - Dyrsa, Ossip, Gregor und Chor: Wir kommen her zum Tanz, in vollem Jugendglanz
  - Ossip und Chor: Willst du, dass ich dich wähle?
  - Frauenchor: Hübsch muss er sein, jung muss er sein
  - Ensemble, Frauenchor und Chor: Die Sache ist fürwahr, für den Moment nicht klar[3]

Intermezzo (Orchester)

#### 3. Akt
- Introduktion, Gregor und Chor der Grenadiere: Habet Acht, Tag und Nacht
- Couplets des Iwan:
  - Oft reist in Geschäften ein Russe nach Wien
  - Das wär' so natürlich, doch tut er es nicht
- Marsch-Trio von Dyrsa, Alexis und Ossip: Oberst Amor führt patent zum Sieg sein Regiment
- Finale, Marizza, Dyrsa, Prakovia, Ossip, Dadian, Iwan und Chor: Nur marschieren und probieren, sagt man beim Regiment[3]

## Rezeption
Der Vagabund gehört zu den späteren Arbeiten Zellers, dessen musikalische Qualität von Kritikern trotz seiner geringeren Bekanntheit als sein bestes Werk gelobt wurde. Nach der Uraufführung wurden in Wien 49 Aufführungen in Folge gespielt. Bis zum Oktober 1887 wurde die Operette auch in den deutschen Städten Berlin, Hamburg, Leipzig, München und Würzburg mit Erfolg gespielt. Zu weiteren Aufführungen kam es in den USA, Österreich und der Tschechoslowakei.
Nachdem die Operette einhundert Jahre nicht gespielt worden war, wurde sie im Mai 2015 in einer kammermusikalischen Version in St. Peter in der Au erfolgreich wieder aufgeführt.